# Choristoneura lambertiana
Choristoneura lambertiana (tên tiếng Anh: Sugar Pine Tortrix) là một loài bướm đêm thuộc họ Tortricidae. Nó được tìm thấy ở miền đông parts của Bắc Mỹ và the North của Hoa Kỳ (see subspecies section for more information).
Sải cánh dài 18–23 mm.

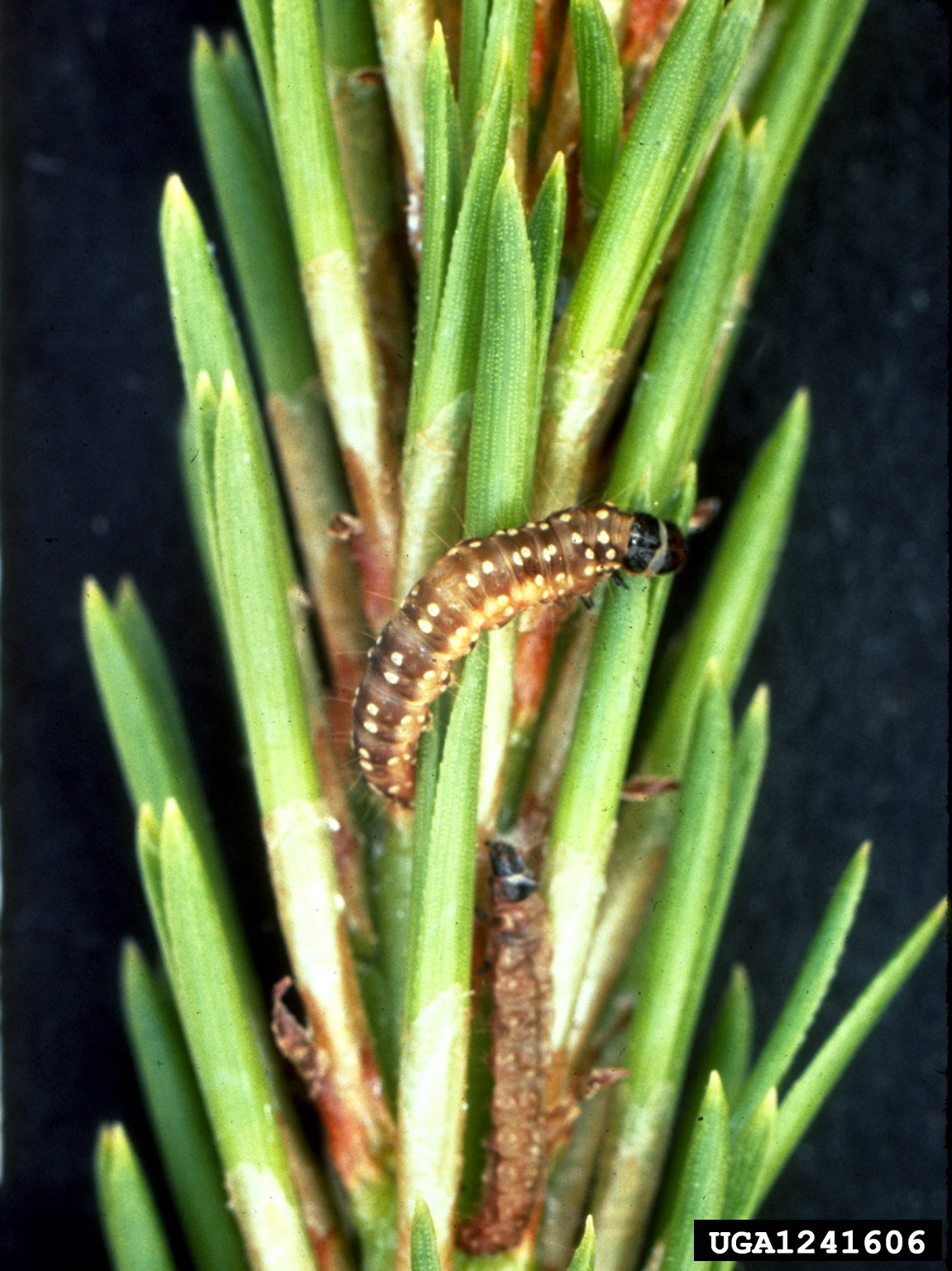
Sâu bướm

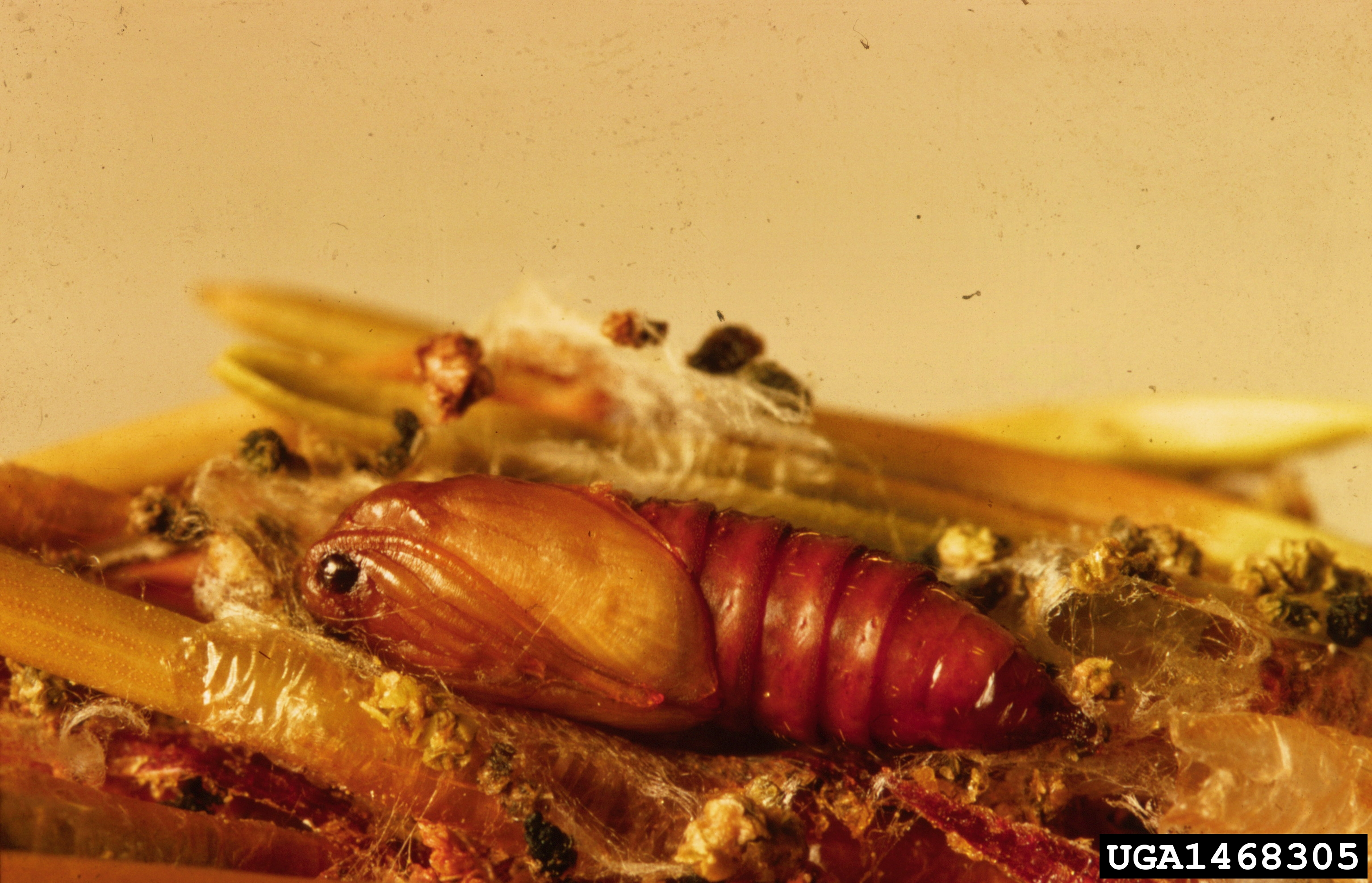
Nhộng

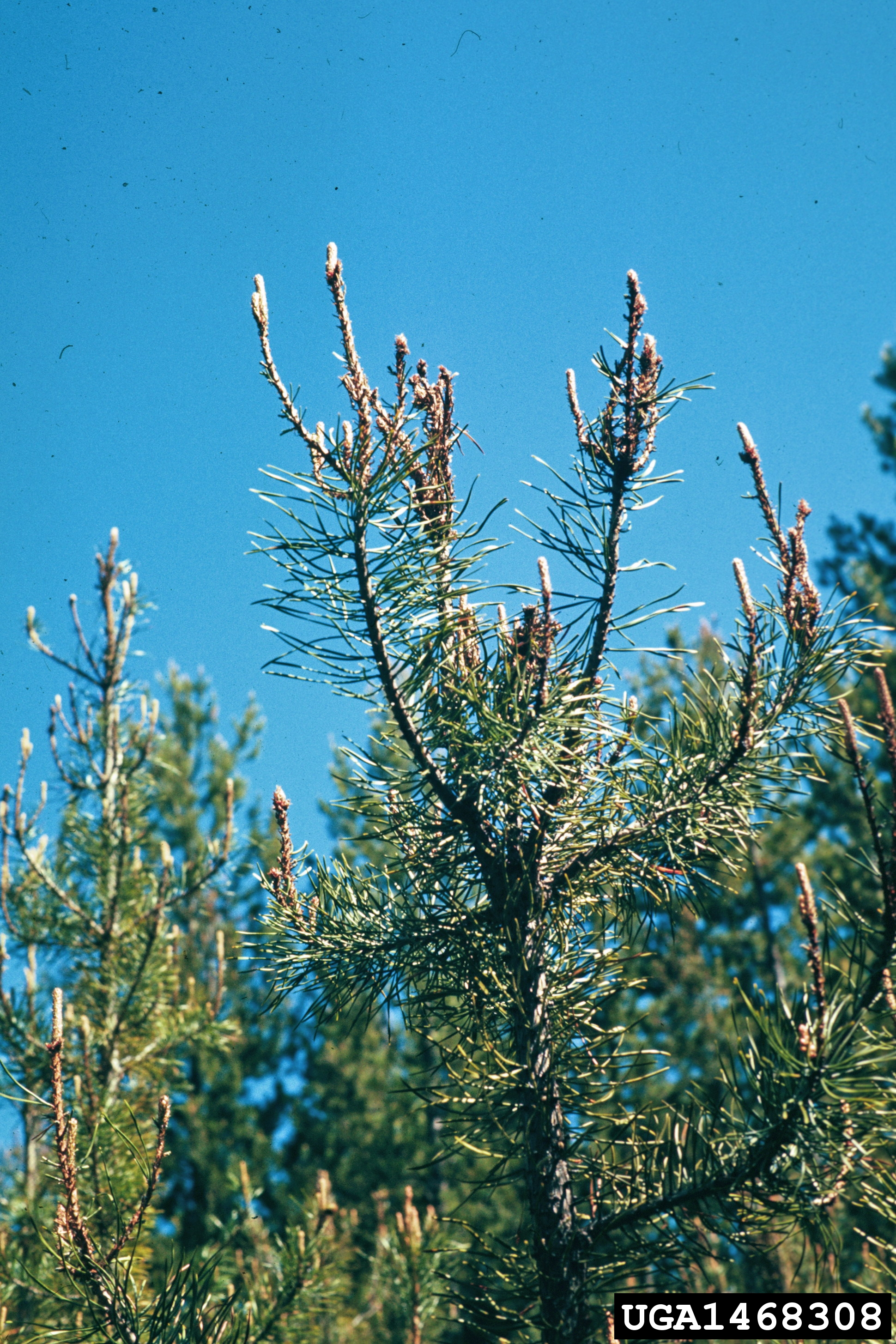
Damage

The larvae của Choristoneura lambertiana lambertiana feed on Pinus lambertiana. Subspecies Choristoneura lambertiana ponderosana prefers Pinus ponderosa và Pinus flexilis. Subspecies Choristoneura lambertiana subretiniana feeds on Pinus contorta và Pinus jeffreyi.

## Phụ loài
- Choristoneura lambertiana lambertiana (confirmed: Siskiyou County và Ashland, Oregon. Uncertain: Alberta và British Columbia in Canada và Idaho, Montana, miền đông Oregon và Wyoming in the United States)
- Choristoneura lambertiana ponderosana (Arizona, Colorado, Nevada, New Mexico, miền tây New England, South Dakota)
- Choristoneura lambertiana subretiniana (California và Oregon)